# Grand Jason
Pour les articles homonymes, voir Jason (homonymie).
L'île Grand Jason, (en anglais : Grand Jason Island) est une petite île située à l'est de l'île Steeple Jason. C'est une partie des îles Jason dans les îles Malouines. Avec Steeple Jason, c'est l'une des "Islas los Salvajes" en espagnol (les îles Jason étant divisés en deux groupes dans cette langue).

## Description

Îles Jason

Elle est située dans la partie nord-ouest de l'archipel, à 240 km à l'ouest de la capitale Stanley.
L'île appartenait autrefois au philanthrope new-yorkais Michael Steinhardt, qui en a ensuite fait don à la Wildlife Conservation Society du zoo du Bronx.
Steeple Jason abrite l'une des plus grandes colonies d'albatros à sourcils noirs au monde. Plus de 70 % de la population mondiale d'albatros à sourcils noirs se reproduisent dans les îles Falkland.